# Olhar Indiscreto
Olhar Indiscreto é uma minissérie brasileira do gênero suspense erótico produzida pela Netflix em parceria com a Mixer Films. Conta com roteiro de Camila Raffanti e direção de Luciana Oliveira, Fabrizia Pinto e Letícia Veiga foi lançada em 1 de janeiro de 2023.
A minissérie de 10 capítulos conta a história da hacker Miranda adora espiar a prostituta Cléo, sua vizinha. Mas quando os caminhos das duas se cruzam, um assassinato muda o destino de Miranda para sempre.

## Sinopse
Miranda (Débora Nascimento), uma jovem bonita, hacker e vouyer que tem como hobby observar a vida dos outros. Seu passatempo fica mais interessante quando Cleo (Emanuelle Araújo), prostituta de luxo, se muda para o prédio em frente. As duas até começam uma relação de amizade, mas tudo muda quando a garota de programa pede que Miranda cuide de sua cachorrinha enquanto ela viaja com um cliente. A partir de então, a hacker se envolve em uma trama de luxúria, segredos e assassinatos.

## Elenco
| Intérprete        | Personagem     |
| ----------------- | -------------- |
| Débora Nascimento | Miranda        |
| Emanuelle Araújo  | Cléo           |
| Nikolas Antunes   | Fernando       |
| Ângelo Rodrigues  | Heitor         |
| Débora Duarte     | Dona Esther    |
| Tânia Alves       | Vitória        |
| Lane Compton      | Heitor         |
| Sacha Bali        | Rafael         |
| Tóia Ferraz       | Helena         |
| Tyler Shamy       | Teddy Polhemus |
| Renata Guida      | Zoe Braun      |
| Gabriela Moreyra  | Diana          |
| Duda Pimenta      | Luisa          |
| Enzo Krieger      | Vinícius       |
| Mafê Mossini      | Gabriela       |